# کرگدن سوماترایی
کرگدن سوماترایی (نام علمی: Dicerorhinus sumatrensis) که با نام‌های کرگدن مودار و کرگدن دوشاخ آسیایی از گونه‌های نادر و همچنین کوچک‌ترین گونهٔ زنده کرگدن است. در گذشته این گونه پراکندگی وسیعی در چندین کشور آسیایی از جمله چین، بنگلادش، بوتان، برمه، تایلند، مالزی، میانمار و لائوس داشته اما امروزه فقط پنج جمعیت پایدار از این گونه منحصراً در سوماترا و یک جمعیت در بورنئو باقی مانده است. آمار دقیقی از تعداد این جانور در طبیعت وجود ندارد اما پیش‌بینی می‌شود که در حال حاضر فقط ۷۵ عدد از این موجود در طبیعت هست.
طول بدن این جانور ۲۵۰ تا ۳۱۸ سانتی‌متر و اندازهٔ دم آن ۳۵ تا ۷۰ سانتی‌متر است و قد یا ارتفاع این کرگدن بین ۱۰۰ تا ۱۴۰ سانتی‌متر می‌باشد. وزن این گونه بین ۵۰۰ تا ۱۰۰۰ کیلوگرم و به‌طور میانگین در حدود ۸۰۰ کیلوگرم است. البته یک مورد از این کرگدن با وزن ۲۰۰۰ کیلوگرم نیز ثبت شده است. این کرگدن‌ها دارای پوششی قرمز - قهوه‌ای بوده و مانند کرگدن‌های آفریقایی دارای دو شاخ می‌باشند که شاخ بزرگ آن‌ها ۱۵ تا ۲۵ سانتی‌متر درازا دارد و این شاخ در نوع نر بزرگ‌تر از نوع ماده می‌باشد.
زیستگاه این نوع کرگدن جنگل‌های قدیمی در نزدیکی رودخانه‌ها و برکه‌ها است. بدن آن‌ها نسبت به گونه‌های دیگر کرگدن از موی بیشتری پوشیده شده است. البتّه هر چه سن آن‌ها بیشتر شود موهای بدن می‌ریزد و کمتر می‌شود. هر پای آن‌ها سه انگشت دارد. آن‌ها بیشتر صبح زود و در هنگام بعد از ظهر به چرا می‌پردازند و به ویژه از برگ گیاهان، شاخه‌های نازک، میوهٔ درختان و جوانهٔ بامبو تغذیه می‌کنند. مانند سایر گونه‌های کرگدن آن‌ها نیز دارای حس شنوایی و بویایی بسیار قوی هستند ولی دارای چشم‌های ضعیفی می‌باشند.
کرگدن سوماترایی معمولاً تنها زندگی می‌کند و تنها برای جفتگیری با کرگدن‌های دیگر تماس برقرار می‌کند. کرگدن ماده پس از هفت تا هشت ماه بارداری یک فرزند به دنیا می‌آورد که تا ۱۸ ماه همراه با مادر خود زندگی می‌کند. کرگدن‌های سوماترایی جوان بدنی پرمو دارند.
این گونهٔ کرگدن به شدت در معرض انقراض قرار دارد. در ۲۷ مهٔ ۲۰۱۹ مقامات حیات‌وحش در مالزی اعلام کردند که آخرین کرگدن نر سوماترایی در این کشور که حدود ۳۰ سال سن داشته و «تام» نامیده می‌شده مرده است.